# Tagebau Garzweiler
Der Tagebau Garzweiler ist ein Braunkohle-Tagebau der RWE Power (bis 2003 der RWE Rheinbraun AG) im nördlichen Rheinischen Braunkohlerevier. Das Abbaugebiet erstreckt sich zwischen den Städten Bedburg, Grevenbroich, Jüchen, Erkelenz und Mönchengladbach in Nordrhein-Westfalen, benannt ist er nach dem 2003 abgebaggerten Ort Garzweiler.

## Geschichte

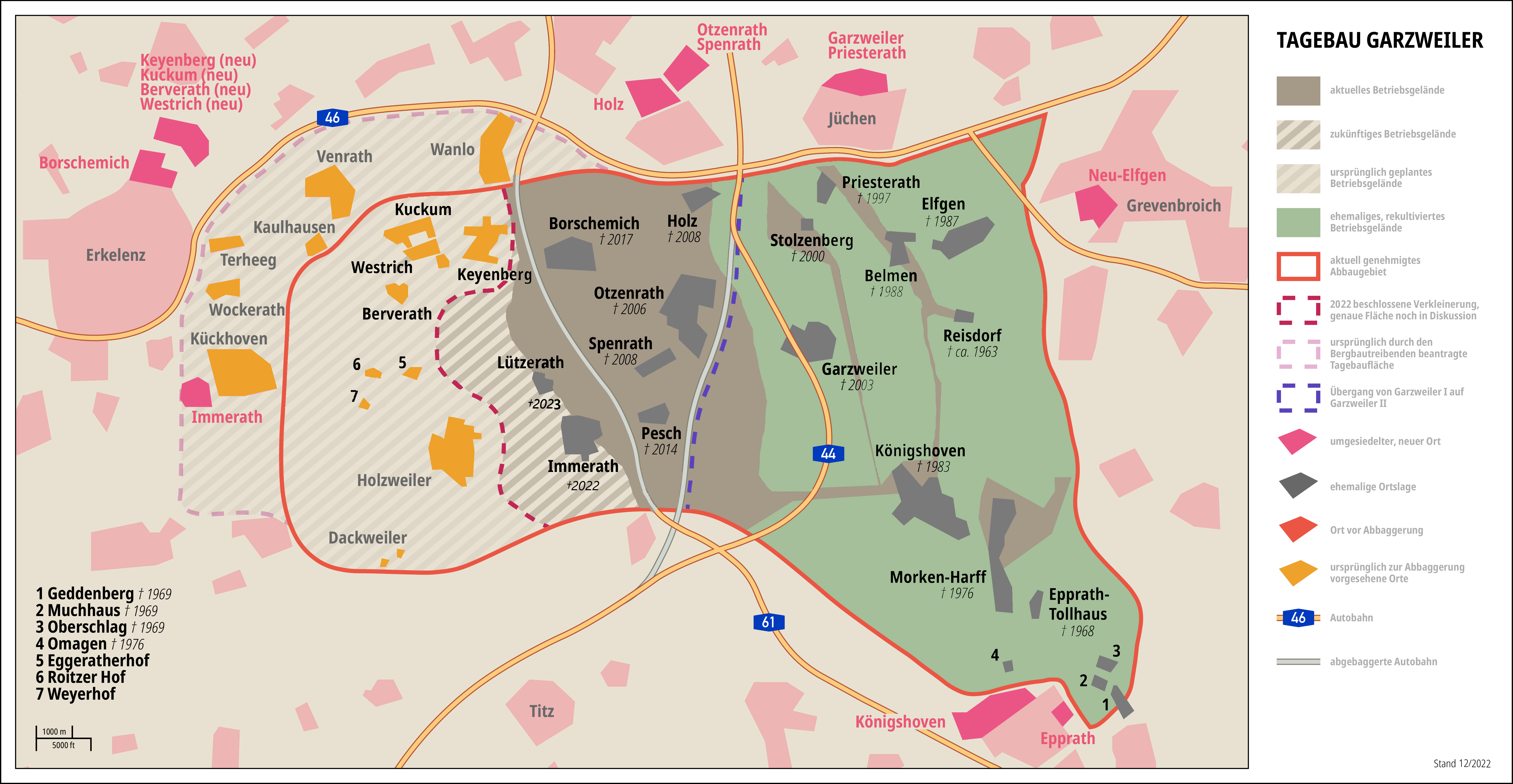
Tagebau Garzweiler

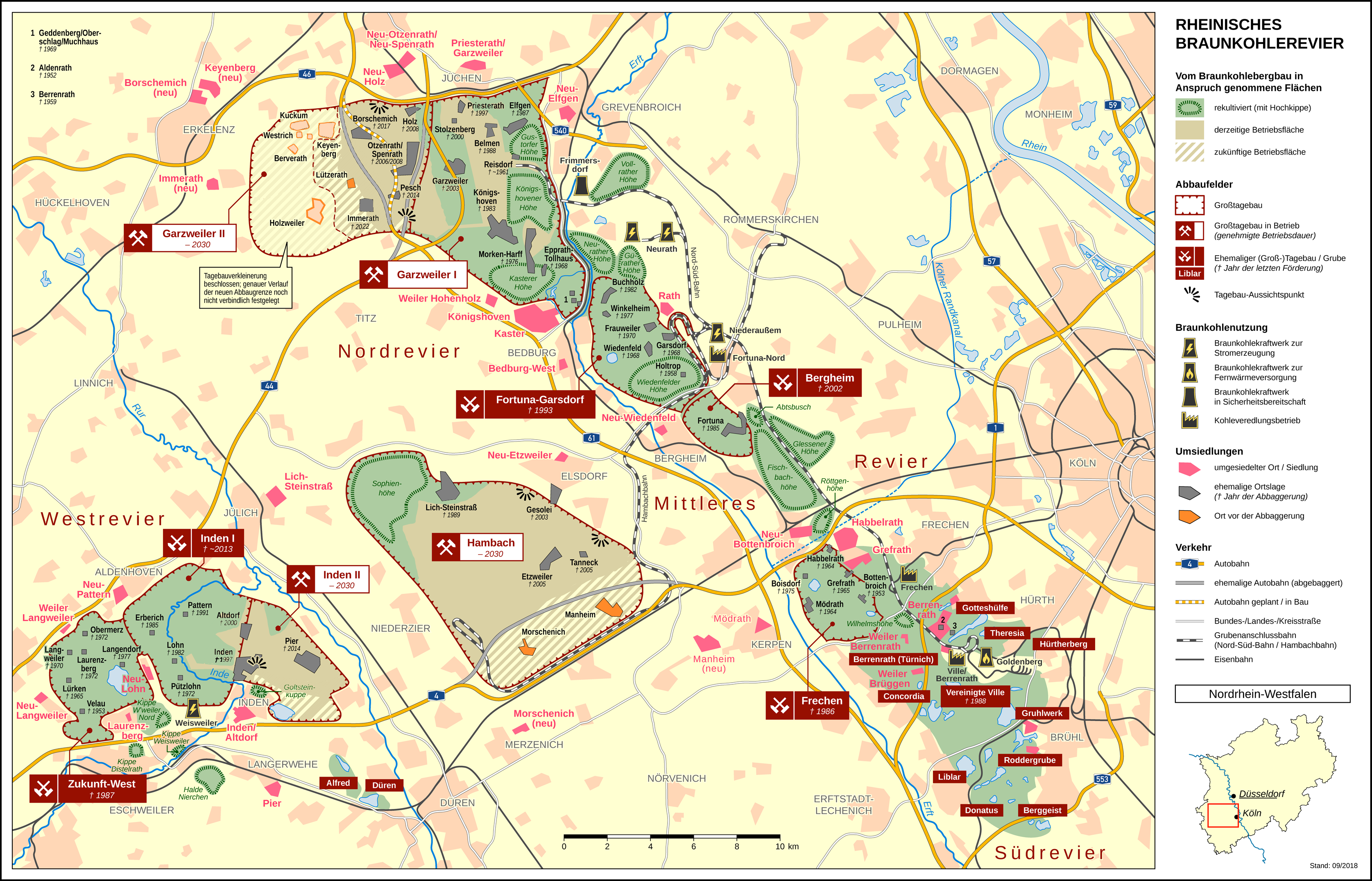
Rheinisches Braunkohlerevier

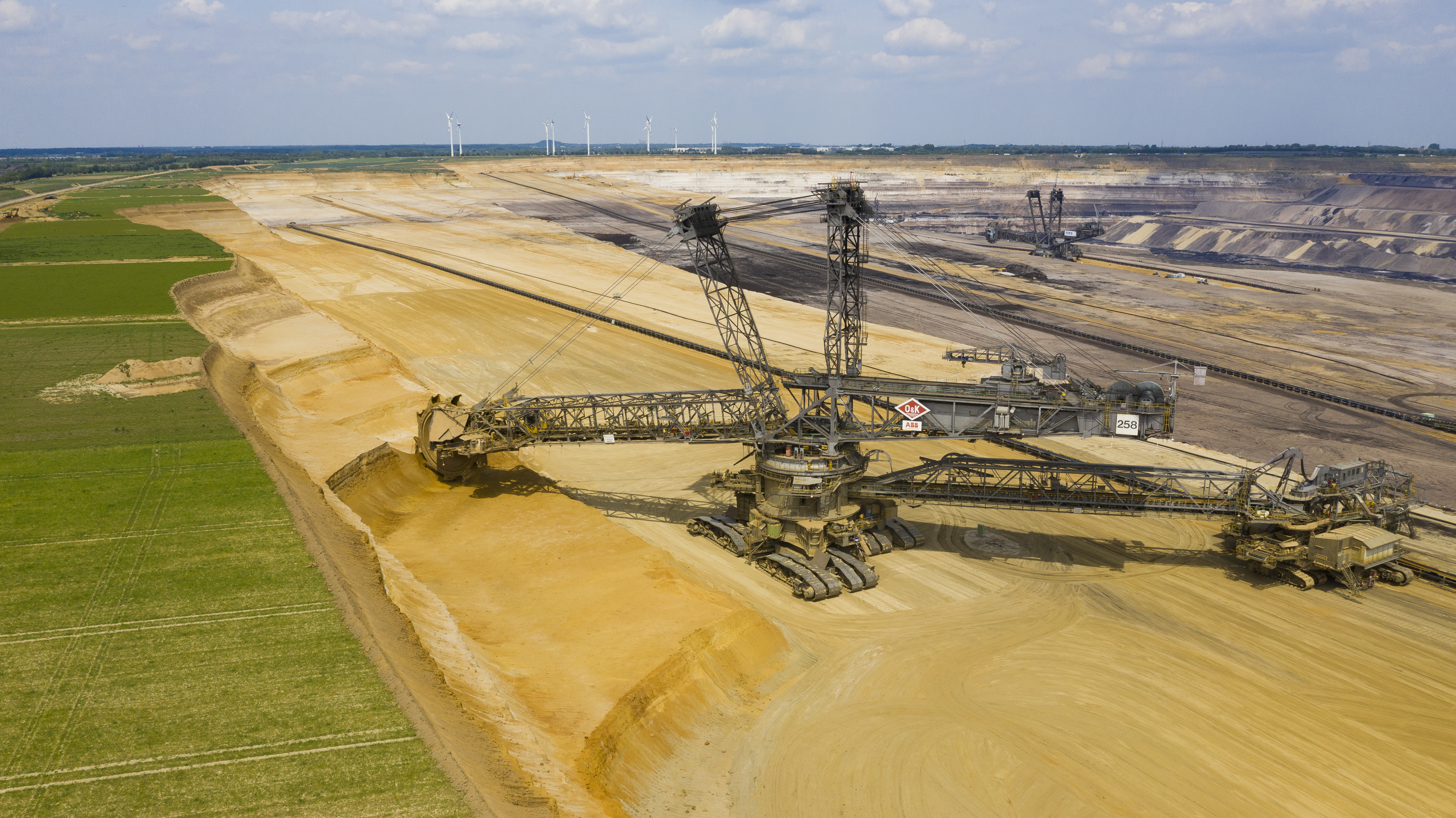
Schaufelradbagger 258 im Tagebau

Der Großtagebau Garzweiler (später Garzweiler I genannt) entstand im Jahre 1983 durch den Zusammenschluss der Abbaufelder Frimmersdorf-Süd sowie Frimmersdorf-West. Frimmersdorf-Süd war um 1960 aus dem Zusammenschluss der Gruben Neurath und Heck hervorgegangen, deren Abbaugeschichte bis ins frühe 20. Jahrhundert zurückreicht. Der Abbau durch das RWE-Tochterunternehmen Rheinbraun erfolgte zunächst im ersten von zwei als Garzweiler I und II bezeichneten Abschnitten. Garzweiler I betrifft ein 66 Quadratkilometer großes Gebiet östlich der ursprünglichen Trasse der Autobahn A 44, das Abbaugebiet Garzweiler II betrifft ein Gebiet direkt westlich von Garzweiler I einschließlich der ursprünglichen Autobahntrasse und ist 48 Quadratkilometer groß.
Der Rahmenbetriebsplan für den Tagebau Garzweiler I/II vom 5. Oktober 1987 mit Änderungen und Ergänzungen vom 31. August 1995 für den Zeitraum 2001 bis 2045 wurde vom Bergamt Düren mit Bescheid vom 22. Dezember 1997 zugelassen. Der Braunkohlenausschuss hatte im Vorfeld am 20. Dezember 1994 den Braunkohlenplan Garzweiler II aufgestellt. Das Ministerium für Umwelt, Raumordnung und Landwirtschaft (Kabinett Rau IV) genehmigte diesen Braunkohlenplan am 31. März 1995. Bei der Landtagswahl am 14. Mai 1995 verlor die SPD NRW ihre absolute Mehrheit im Landtag NRW, die sie seit der Wahl 1980 gehabt hatte.
Anschließend bildeten – erstmals in der Landesgeschichte – SPD und Die Grünen NRW eine Koalition (→ Kabinett Rau V). Die politischen Positionen hinsichtlich der Braunkohleförderung und -verstromung lagen weit auseinander (siehe auch Geschichte Nordrhein-Westfalens#1990er Jahre).
Der geplante Tagebau Garzweiler II ist von Rheinbraun verkleinert worden: Ursprünglich war ein Flächenbedarf von 68 Quadratkilometer vorgesehen, d. h. Abbaggerung bis zur A 46 bei Erkelenz und Hochneukirch, nun sind es nur noch 48 Quadratkilometer. Die Dörfer Venrath, Kaulhausen, Wockerath und Kückhoven auf Erkelenzer Gebiet und der Mönchengladbacher Stadtteil Wanlo werden somit nicht abgebaggert.
Der Koalitionsvertrag von SPD und B’90/Die Grünen aus dem Jahre 1995 ließ die endgültige Entscheidung über Garzweiler II bis zum Jahr 2000 offen und schrieb damit den Status quo trotz Widerstands des zahlenmäßig kleineren Koalitionspartners gegen dieses Projekt fest.
Während B’90/Grüne als einzige Fraktion während der 12. Landtags-Wahlperiode geschlossen gegen das Projekt opponierte, war Garzweiler II innerhalb der Fraktionen von CDU und SPD hochumstritten. Der Widerstand innerhalb der CDU-Fraktion wurde allerdings nie während Ausschusssitzungen oder gar plenarisch artikuliert. Der damalige stellvertretende nordrhein-westfälische SPD-Landesvorsitzende Christoph Zöpel, damals Bundestagsabgeordneter, opponierte gegen das Projekt und sagte: „Garzweiler II ist ein Anachronismus“; Vertreter von SPD-nahestehenden Industrie-Gewerkschaften unterstützten das Projekt Garzweiler II. Die Fraktion von B’90/Die Grünen scheiterte 1997 in einem Organstreitverfahren gegen die Genehmigung von Garzweiler II noch während der 12. Wahlperiode.
Am 18. Juni 2006 – seit Juni 2005 regierte eine Koalition von CDU und FDP unter Ministerpräsident Jürgen Rüttgers – griffen die Schaufelradbagger auf das neue Gebiet über. Betroffen ist erstmals die Stadt Erkelenz (Kreis Heinsberg), wo mit 40 Quadratkilometern annähernd ein Drittel der Gemeindefläche genutzt wird. Zusätzliche 6,5 Quadratkilometer liegen auf dem Gebiet der Stadt Jüchen und etwa 1,5 Quadratkilometer auf dem Gebiet der Stadt Mönchengladbach; 
Die Nuklearkatastrophe von Fukushima 2011 prägte nach der Bundestagswahl 2013 die energiepolitische Debatte. Die angestrebte Energiewende sowie der Preisverfall im Strom-Großhandel, seit Mai 2013 zusätzlich der fast verdoppelte Preis für CO2-Emissionsrechte haben RWE zu einem Strategiewechsel geführt. Im Herbst 2013 spekulierte RWE öffentlich, elf der Braunkohlekraftwerks-Blöcke stillzulegen (Ein Kraftwerk hat mehrere Blöcke; zum Beispiel hat das Kraftwerk Niederaußem neun Blöcke. Sie sind unabhängig voneinander betreibbar). Daraufhin kündigte die Stadt Erkelenz am 9. Oktober 2013 in einem offenen Brief an Ministerpräsidentin Hannelore Kraft das sofortige Ende der Vorbereitung von weiteren Umsiedlungen an.
Im März 2014 kündigte die rot-grüne NRW-Landesregierung an, die zukünftige Tagebaufläche zu verkleinern. Es werde angestrebt, das sogenannte Abbaugebiet 4 mit den Ortschaften Holzweiler und Dackweiler fortan den Abbauplänen anzupassen. Mit einer richtungsweisenden Leitentscheidung gab die NRW-Landesregierung dann endgültig vor, das Abbaugebiet von Garzweiler II zu verkleinern. Der Ausstieg aus der Kohleverstromung in Deutschland hatte Auswirkungen auf die Weiterführung des Tagebaus Garzweiler. Mit Beschluss der Landesregierung vom 23. März 2021 (Kabinett Laschet) wurde eine neue Leitentscheidung getroffen, dass die Braunkohlegewinnung und -verstromung 2038 endet. Etwa 85 % der Bevölkerung hatte bis dahin die vom weiteren Abbau bedrohten Dörfer verlassen.
Im Oktober 2022 einigten sich die schwarz-grüne Landesregierung Wüst II und RWE, schon ab 2030 im Tagebau Garzweiler keine Braunkohle mehr abzubauen. Die durch die Einigung geretteten Dörfer sollen revitalisiert werden; Umsiedler können Häuser von RWE zurückkaufen.
Auf Grundlage des genehmigten Rahmenbetriebsplans lässt die Bezirksregierung Arnsberg die von der RWE Power aufgestellten Hauptbetriebspläne gemäß Bundesberggesetz zu.

## Geologie der Lagerstätte
Garzweiler II besitzt nach geologischen Schätzungen Reserven von 1,3 Milliarden Tonnen. Die Braunkohle entstand aus weitflächigen Wäldern und Mooren, die sich in der Niederrheinischen Bucht vor 30 bis vor 5 Millionen Jahren entwickelten. Die Geologie der Niederrheinischen Bucht ist gekennzeichnet durch langanhaltende Senkungsbewegungen in den letzten 30 Millionen Jahren, die zur Ablagerung eines bis zu 1300 m mächtigen Sedimentpaketes durch die Nordsee und durch viele Flüsse geführt haben, in dem sich heute bis zu 100 m mächtige Braunkohleflöze befinden.

## Nutzung der Kohle
Die in Garzweiler abgebaute Braunkohle wird überwiegend in der Region verbrannt, der Transport von Garzweiler zum Kraftwerk Neurath erfolgt sowohl über die auch als Nord-Süd-Bahn bekannte Eisenbahnstrecke der RWE Power AG als auch per Bandförderung.

## Verkehr

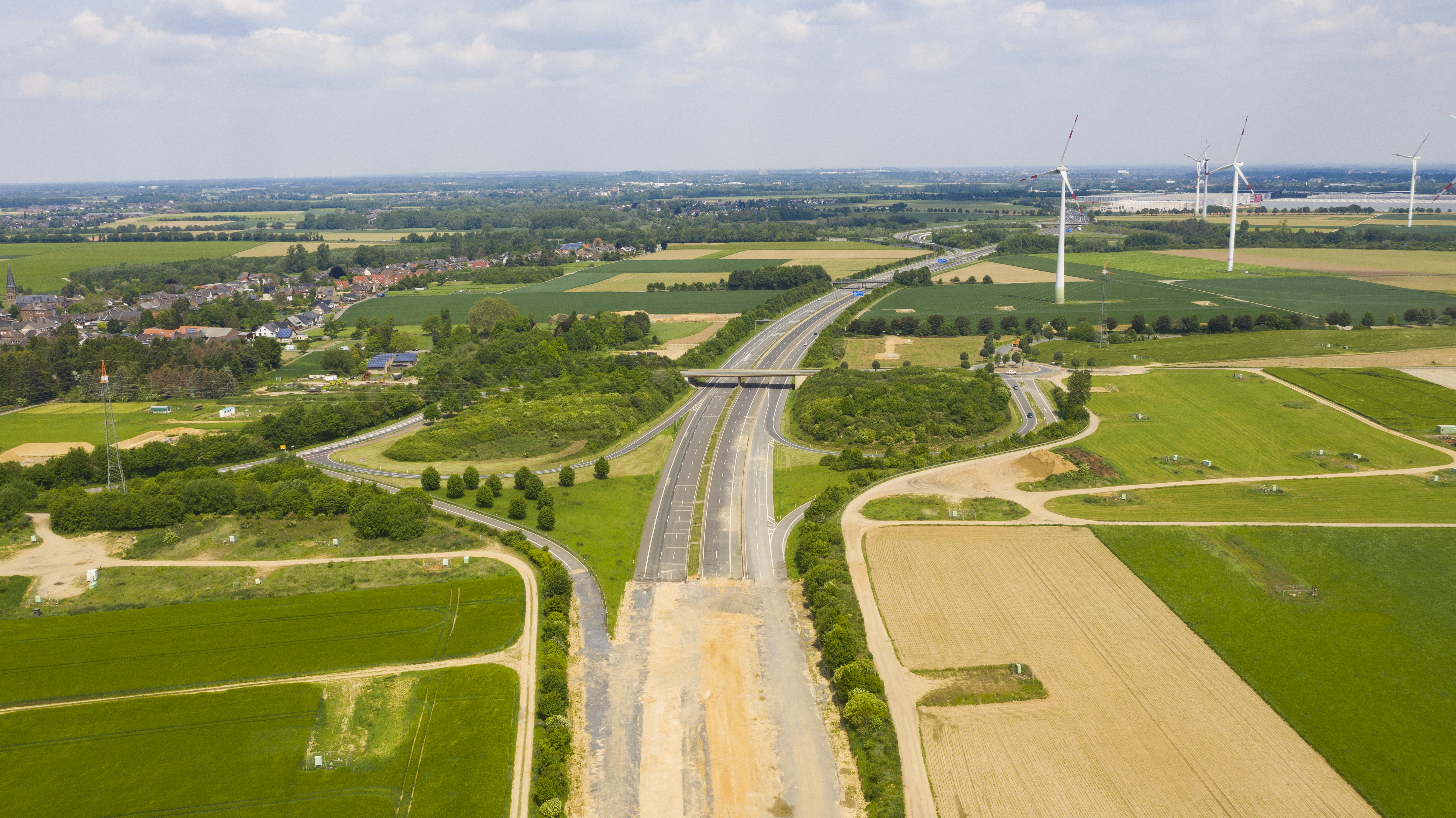
Teilweise abgerissene A 61

Zwei Autobahnen liegen bzw. lagen im Tagebaugebiet: die A 44 und die A 61. Die A 44 wurde im Oktober 2005 für den Verkehr gesperrt und bis Juni 2006 abgetragen. Die A 61, die seit der Sperrung der A 44 deren Verkehr aufnahm, war zuvor auf Kosten von RWE Power auf drei Fahrspuren je Richtung ausgebaut worden. Mit dem Bau des neuen Abschnitts der A 44 zwischen dem neuen, südöstlich des alten Standorts gelegenen Autobahnkreuz Jackerath und dem Autobahnkreuz Holz wurde am 30. Mai 2012 begonnen. Am 1. Juli 2018 wurde die A 61 in nördlicher Richtung zwischen dem neuen Kreuz Jackerath und der Anschlussstelle Mönchengladbach-Wanlo gesperrt und die neue Trasse der A 44 in Richtung Düsseldorf freigegeben. Die offizielle Freigabe der A 44 (Sonderbetriebsplan A44n) erfolgte durch NRW-Verkehrsminister Hendrik Wüst am 29. August 2018, jedoch wurde die Autobahn erst am 3. September auch in Richtung Aachen für den Verkehr freigegeben und die A 61 im Gegenzug auch Richtung Süden gesperrt. Anschließend wich das Stück der A 61 dem Tagebau. Ab 2035 sollte es wieder aufgebaut werden und neben der A 44(n) den Verkehr aufnehmen. Am 2. Januar 2023 berichtete der WDR, dass der Lückenschluss der Autobahn zwischen dem Autobahndreieck Mönchengladbach-Wanlo und dem Autobahndreieck Jackerath nach dem früheren Ende des Tagebaus Garzweiler im Jahr 2030 nicht wieder hergestellt wird. Dies wurde auf eine Anfrage der AfD Nordrhein-Westfalen an die Landesregierung (Kabinett Wüst II) bestätigt. Dies bedeutet für den Tagebau-Betreiber RWE eine enorme Einsparung, da das Unternehmen für die Wiederherstellung der Autobahn sowie der beiden Autobahnkreuze hätte aufkommen müssen. Die Kraftfahrer müssen dann weiterhin einen Umweg über die A 46 und A 44 in Kauf nehmen. Auch das übrige Straßennetz, das dem Braunkohletagebau gewichen ist, wird zunächst nicht wieder aufgebaut oder ersetzt; der Radverkehr wird weiterhin über weiträumige Grubenrandstraßen herumgeleitet.

## Umsiedlung von Ortschaften

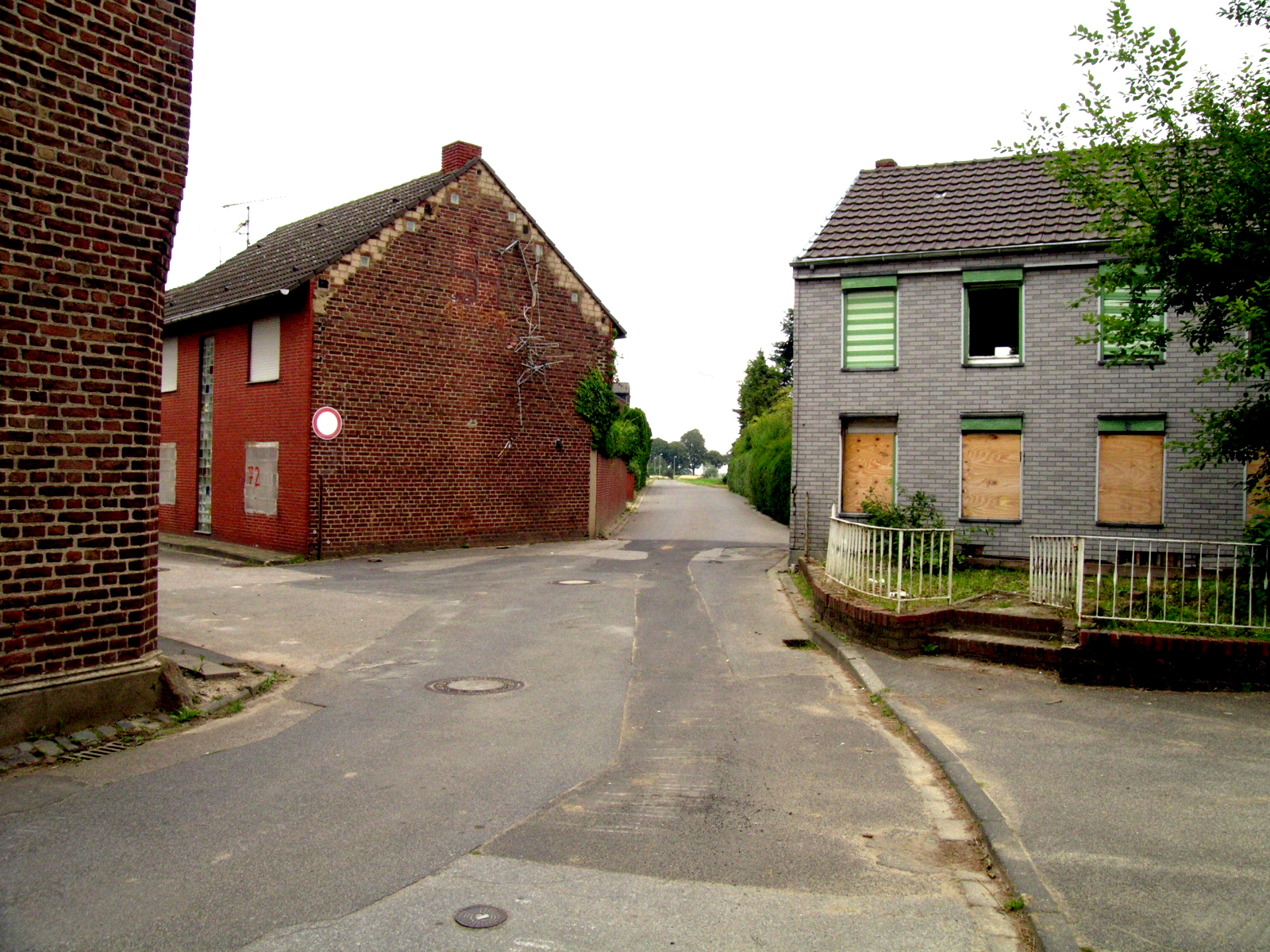
Spenrath 2007

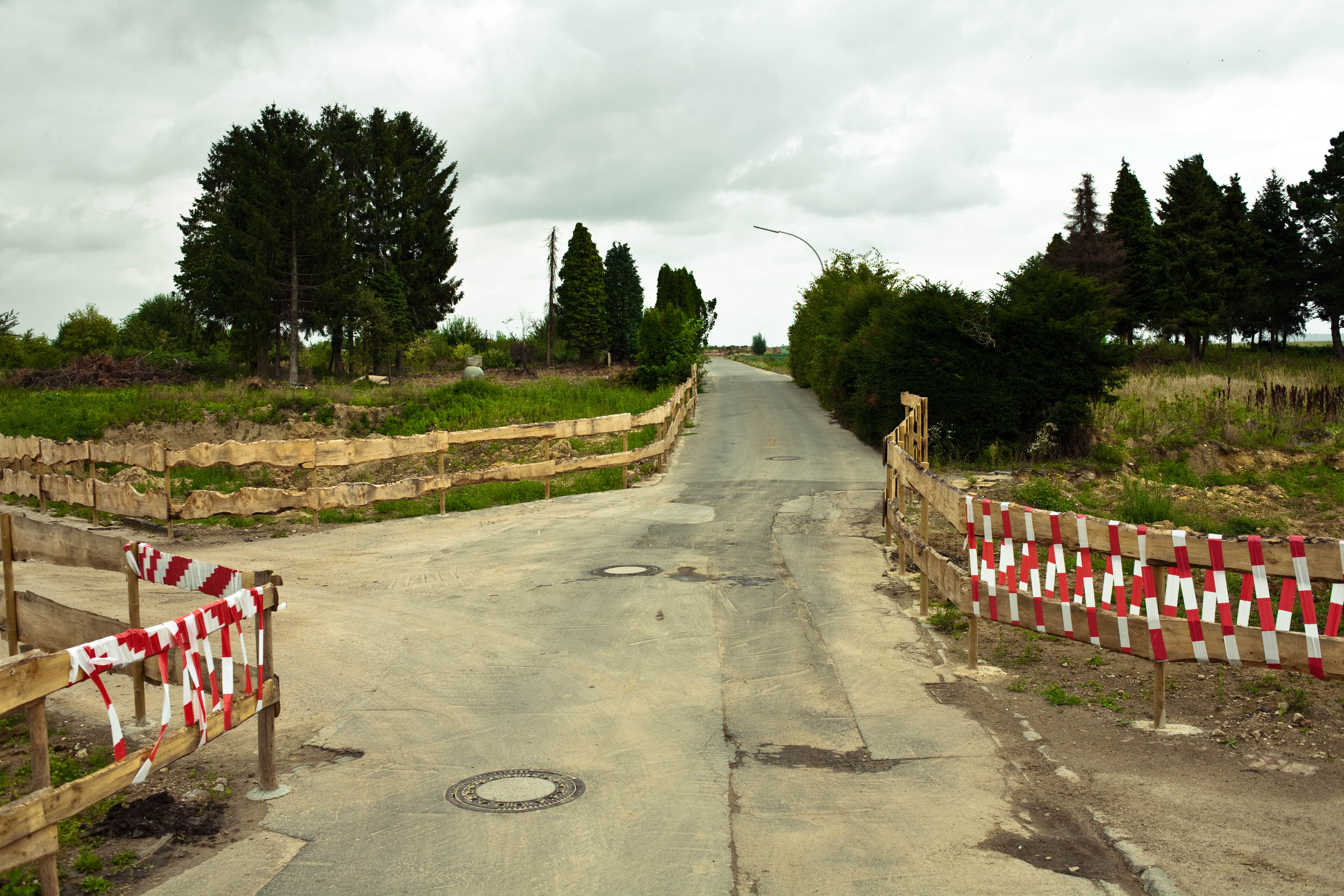
Spenrath 2009 im September – Blick vom ähnlichen Standpunkt wie im obigen Bild

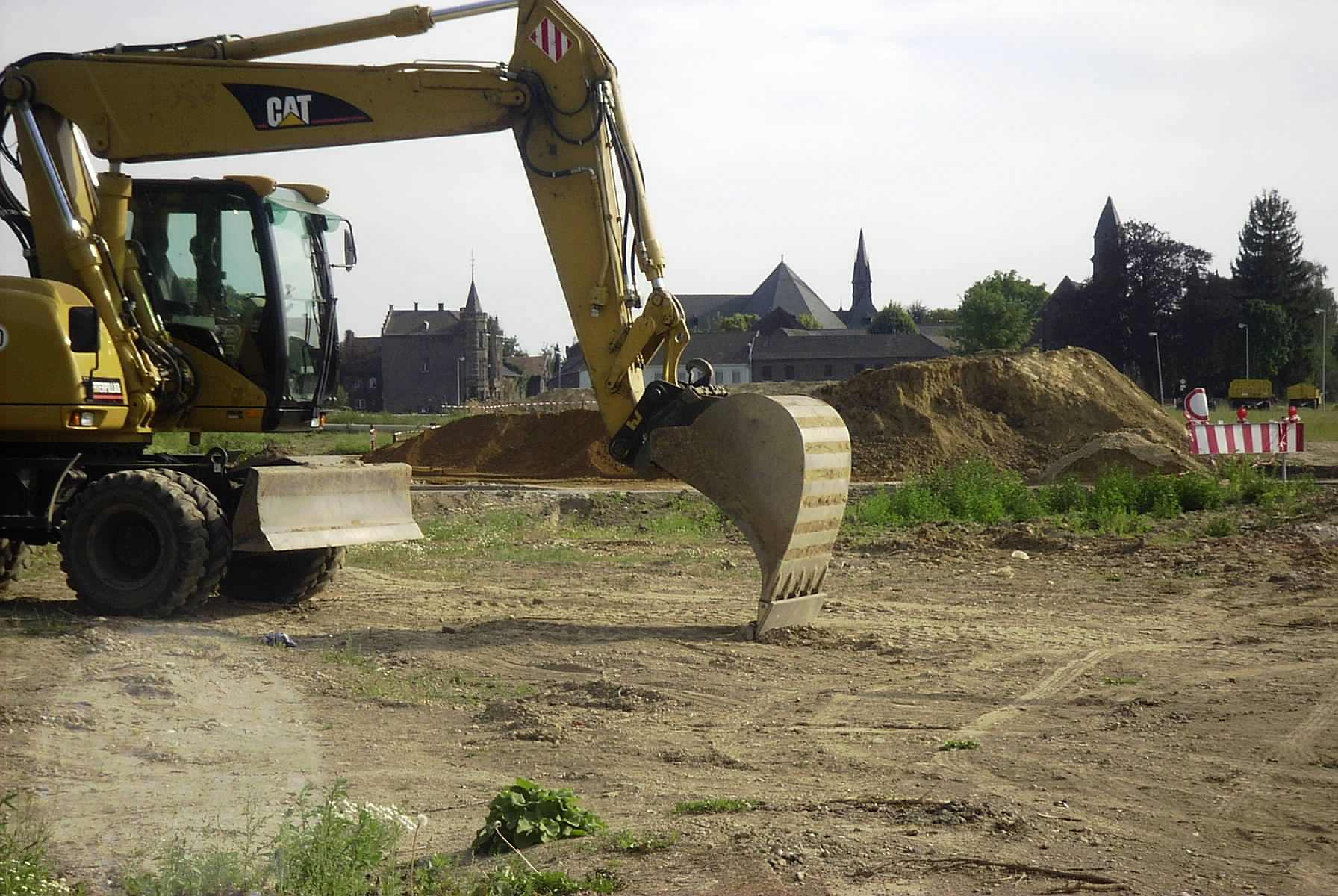
Abriss und Planierung von Alt-Otzenrath

Der Braunkohletagebau Garzweiler erforderte die Umsiedlung ganzer Ortschaften. Sieben Dörfer und 7600 Bürger sind von Garzweiler II betroffen. Mit Urteil vom 17. Dezember 2013 entschied das Bundesverfassungsgericht: „Die Zulassung des Rahmenbetriebsplans für den Tagebau Garzweiler genügt den verfassungsrechtlichen Anforderungen, nicht aber die darauf aufbauende konkrete Enteignung eines Naturschutzverbandes.“
| Ort              | Einwohner vor Beginn der Umsiedlung | Umsiedlungsbeginn | Bergbauliche Inanspruchnahme (geplant) | Einwohner umgesiedelt nach |
| ---------------- | ----------------------------------- | ----------------- | -------------------------------------- | -------------------------- |
| Reisdorf         | 69                                  |                   | ca. 1963                               |                            |
| Darshoven        |                                     |                   | 1967                                   |                            |
| Epprath-Tollhaus |                                     |                   | 1968                                   | Kaster                     |
| Geddenberg       |                                     |                   | 1969                                   | Bedburg-West               |
| Muchhaus         |                                     |                   | 1969                                   | Bedburg-West               |
| Oberschlag       |                                     |                   | 1969                                   | Bedburg-West               |
| Omagen           |                                     |                   | 1976                                   |                            |
| Morken-Harff     | 1950                                |                   | 1976                                   | Neu-Morken-Harff           |
| Königshoven      |                                     |                   | 1983                                   | Neu-Königshoven            |
| Elfgen           | 786                                 |                   | 1987                                   | Neu-Elfgen                 |
| Belmen           |                                     |                   | 1988                                   | Neu-Elfgen                 |
| Jüchen-Süd       |                                     |                   |                                        | Neu-Garzweiler             |
| Priesterath      |                                     | 1984              | 1997                                   | Neu-Garzweiler             |
| Stolzenberg      |                                     |                   | 2000                                   | Neu-Garzweiler             |
| Garzweiler       | 1841                                | 1980              | 2003                                   | Neu-Garzweiler             |
| Alt-Otzenrath    | 1569                                | 1997              | 2006                                   | Otzenrath                  |
| Alt-Spenrath     | 189                                 | 1997              | 2008                                   | Neu-Spenrath               |
| Alt-Holz         | 510                                 | 1997              | 2008                                   | Neu-Holz                   |
| Pesch            | 96                                  | 01.07.2006        | 2014                                   | Pescher Kamp               |
| Borschemich      | 518                                 | 2007              | 2017                                   | Borschemich (neu)          |
| Immerath         | 939                                 | 01.07.2006        | 2022                                   | Immerath (neu)             |
| Lützerath        | 74                                  | 01.07.2006        | 2023                                   | Immerath (neu)             |
| Keyenberg        | 840                                 | 01.12.2016        | Bleibt bestehen                        | Keyenberg (neu)            |
| Kuckum           | 460                                 | 01.12.2016        | Bleibt bestehen                        | Kuckum (neu)               |
| Oberwestrich     | 24                                  | 01.12.2016        | Bleibt bestehen                        | Oberwestrich (neu)         |
| Unterwestrich    | 143                                 | 01.12.2016        | Bleibt bestehen                        | Unterwestrich (neu)        |
| Berverath        | 117                                 | 01.12.2016        | Bleibt bestehen                        | Berverath (neu)            |
| Eggeratherhof    |                                     |                   | Bleibt bestehen                        |                            |
| Roitzerhof       |                                     |                   | Bleibt bestehen                        |                            |
| Weyerhof         |                                     |                   | Bleibt bestehen                        |                            |

### Soziale Probleme der Umsiedlung

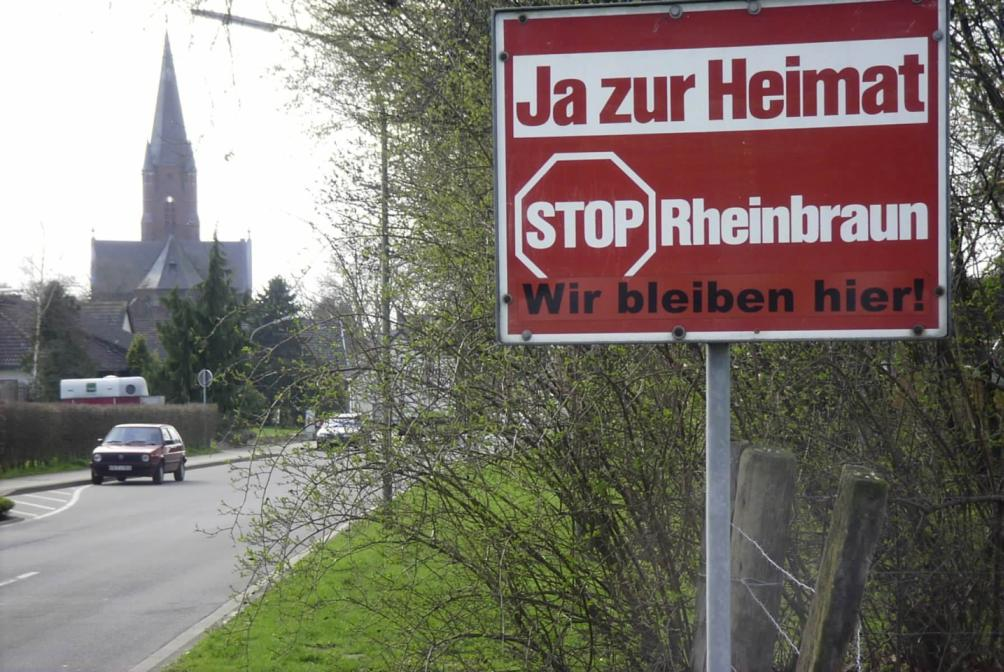
Protestschild am Ortseingang von Holzweiler

Nach dem Abriss der Ortschaften Garzweiler und Otzenrath wurden Holz, Spenrath und Pesch eingeebnet. Die meisten Bewohner wurden an neue Standorte bei Jüchen, Hochneukirch sowie an den Rand von Erkelenz umgesiedelt. Dort entstanden und entstehen neue Wohnsiedlungen, in die nur einzelne Relikte der alten Heimat mitgenommen wurden. Während die Otzenrather zu 80 % an den neuen Standort umgesiedelt sind, gelang dies bei anderen Orten nicht in vergleichbar hohem Maße. Bauern können zudem am neuen Standort nicht mit den nötigen Wirtschaftsflächen rechnen. Für das Weiterleben der alten Dorfgemeinschaften am neuen Ort kommt dem Vereinswesen eine zentrale Bedeutung zu, das dementsprechend vom Tagebaubetreiber gefördert wird.
In den Ortschaften, die ebenfalls abgebaggert werden sollen, leben die noch ausharrenden Bewohner mit den negativen Folgen der Umsiedlung. Häuser werden zunehmend verlassen; die Dörfer entwickeln sich nicht mehr und veröden. Schaulustige besuchen diese verlassenen Ortschaften.

### Rückbau von Windkraftanlagen
Für den Fortgang des Tagebaus waren insgesamt acht Windkraftanlagen abzubauen, die 2001 errichtet worden waren. Dies war den Betreibern bekannt, zumal die Anlagen ihre auf 20 Jahre ausgelegte Betriebsdauer erreicht hatten.

## Umweltprobleme
Abgesehen von den Kohlendioxidemissionen bei Verbrennung der Braunkohle in den benachbarten Braunkohlekraftwerken und der Grundwasserabsenkung, die zur Schädigung von Feuchtgebieten führt, wird der Tagebaubetrieb auch für eine Reihe von anderen Umweltproblemen verantwortlich gemacht, so für die Übersäuerung des Bodens durch das Abkippen von Abraum und eine hohe Feinstaubbelastung in der Region.
Die Sümpfungsmaßnahmen, die erforderlich sind, um das Grundwasser abzupumpen, reichen weit über den Tagebau hinaus. So sind auch die Bruchwälder im Naturpark Maas-Schwalm-Nette durch das Absinken des Grundwasserspiegels bedroht. Mit großem Aufwand wird Ersatzwasser mittels eines Systems von Rohrleitungen und Sickergräben in diesen Bereich gefördert.

## Bergbaufolgelandschaft

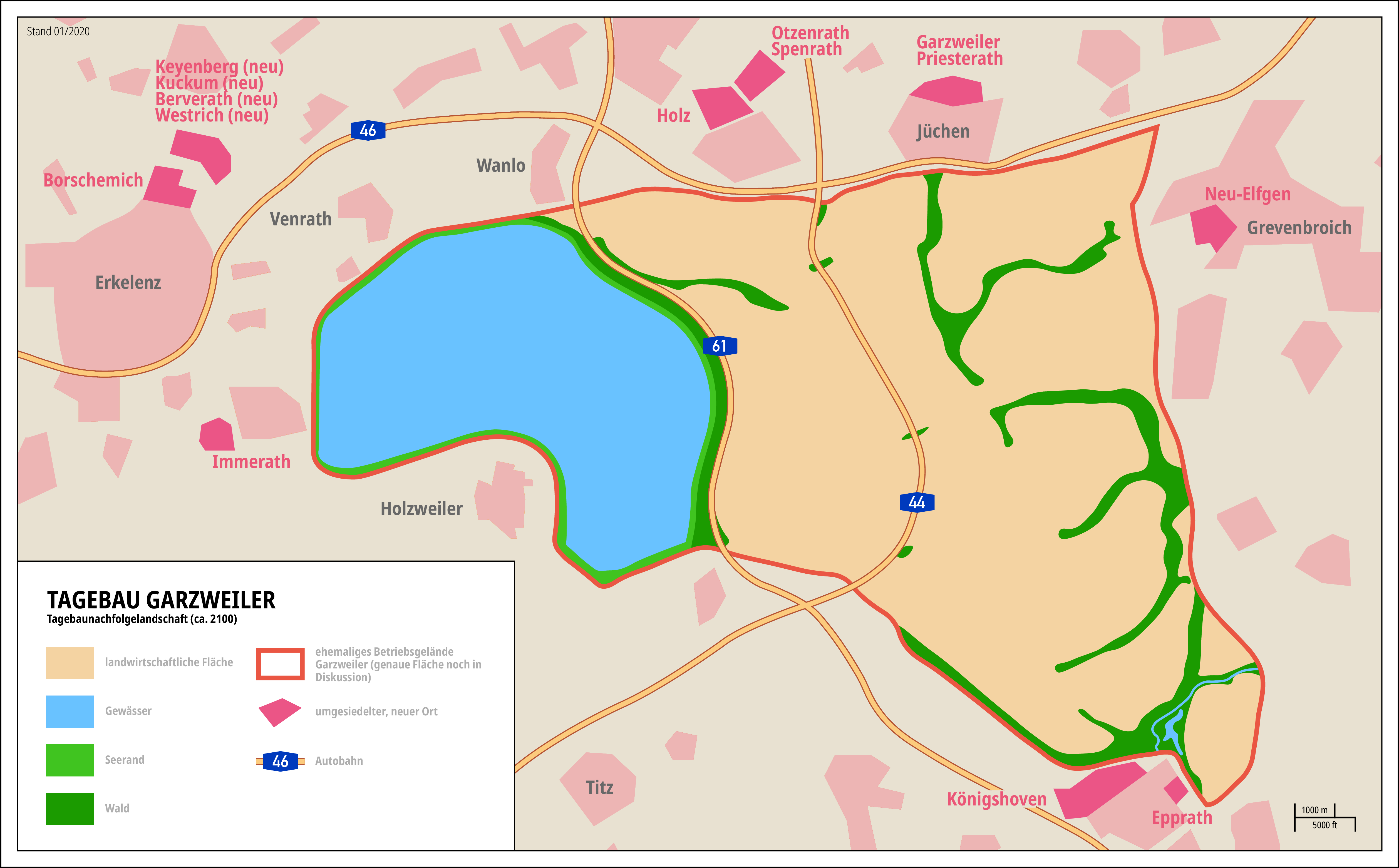
Geplante Nachfolgelandschaft im Jahr 2100, Detailplanungen bezüglich genauer Abbaugrenzen und Rekultivierung stehen noch aus

Als Bergbaufolgelandschaft soll nach dem Abbau der Braunkohle das verbleibende Restloch im westlichen Teil des Tagebaues zu einem See umgestaltet werden. Ab 2030 sollen etwa 70 Jahre lang rund 60 Millionen m3 Wasser jährlich aus dem Rhein in das Loch geleitet werden. Dieser See wird bis zu 190 m tief sein, eine Fläche von 23 Quadratkilometern besitzen und eine Füllmenge von 2 Milliarden Kubikmeter Wasser aufweisen. Das entspricht etwa einem Dreißigstel der jährlichen Abflussmenge des Rheins bei Köln. Der See soll mit der sogenannten Rheinwassertransportleitung, einer 45 km langen Pipeline und 18 Pumpen mit Rheinwasser gefüllt werden.
Aus Volumen und Fläche ergibt sich eine durchschnittliche Wassertiefe von etwa 87 Meter. Bezogen auf das Wasservolumen würde der See damit in Deutschland nur vom Bodensee und vom Starnberger See übertroffen. Die Fläche des Sees wird fast so groß sein wie das Steinhuder Meer in Niedersachsen, aber bis zu 60-mal so tief.
Alternativ war die Möglichkeit einer Nutzung von Tagebaulöchern als Pumpspeicherkraftwerk diskutiert worden. Zusammen mit dem Tagebau Inden hätte der Tagebau Garzweiler als Oberbecken und der deutlich tiefere Tagebau Hambach als unteres Becken dienen können.
Auch im Gespräch war der Bau eines Großflughafens im Bereich des (ca. 2035 wieder verfüllten) östlichen Abbaugebietes.
Im Februar 2023 wurde bekannt, dass sich die Stadt Erkelenz zusammen mit vier weiteren Kommunen um die Ausrichtung der internationalen Gartenausstellung (IGA) im Braunkohletagebau Garzweiler II bewerben will, eine endgültige Entscheidung darüber sollte im Herbst 2023 getroffen werden. Am 11. Dezember 2024 fiel die Entscheidung, die IGA Garzweiler 2037 stattfinden zu lassen, diese wird durch den zur Nachnutzung der Bergbaufolgelandschaft gegründeten Zweckverband LANDFOLGE Garzweiler veranstaltet.

## Protest und Widerstand von Tagebaugegnern

### Gerichtsverfahren, Besetzung, Räumung

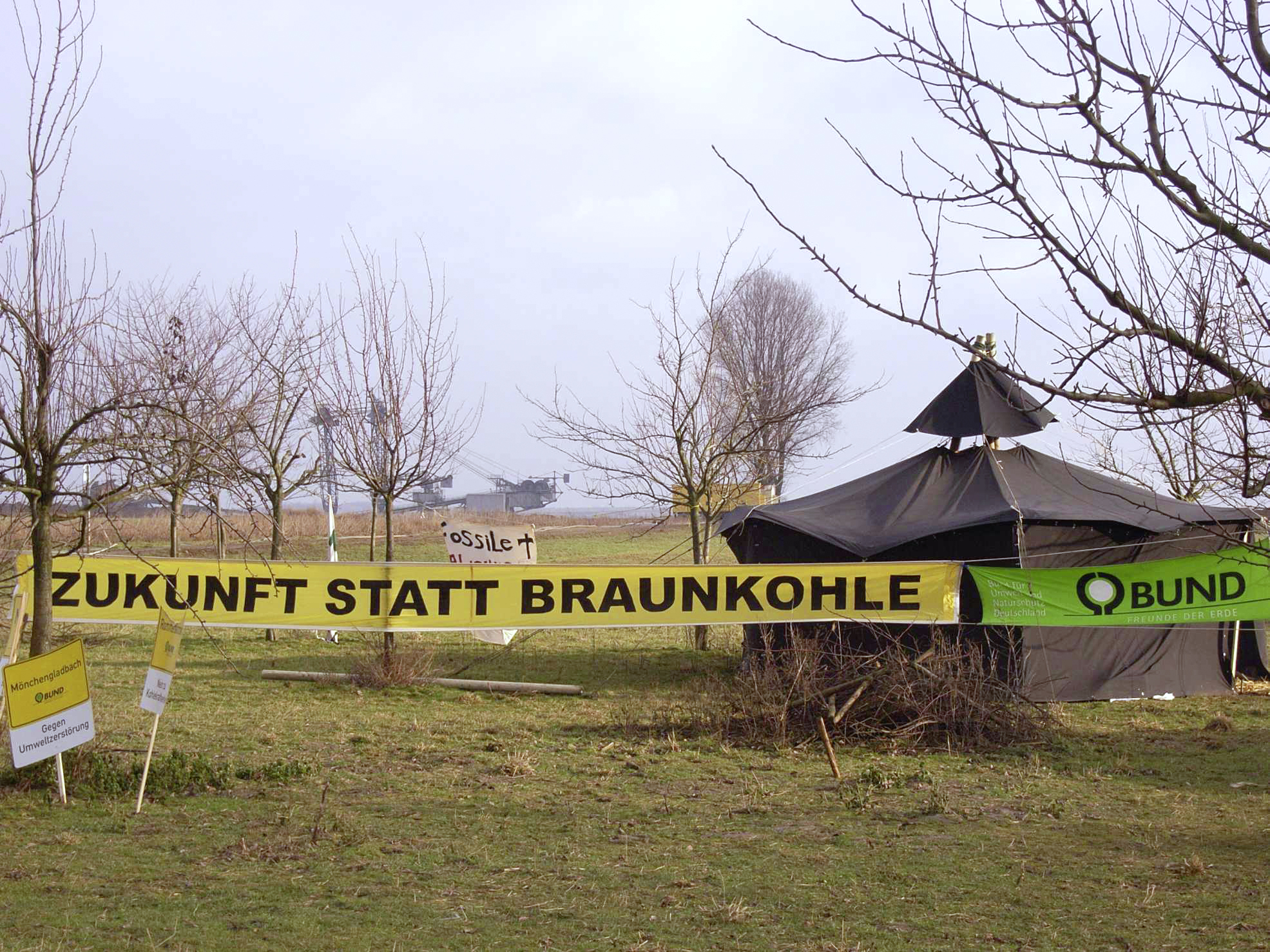
Protest von Tagebaugegnern der Anti-Kohlekraft-Bewegung auf einer Obstwiese des BUND am Grubenrand

Unter dem Dach der Vereinten Initiativen sammelte sich der Bürgerprotest der betroffenen Ortsteile. Verschiedene Klagen der Städte Erkelenz und Viersen gegen den Tagebau in den Jahren 1997 bis 2001 vor dem Verwaltungsgericht Aachen und im Instanzenzug vor dem Oberverwaltungsgericht Nordrhein-Westfalen wurden ebenso abgewiesen wie eine Kommunalverfassungsbeschwerde vor dem Verfassungsgerichtshof für das Land Nordrhein-Westfalen. Während sich die Gemeinden seitdem auf die Umsiedlungen konzentrierten, waren die juristischen Auseinandersetzungen noch nicht völlig abgeschlossen. Die Berufungsverfahren gegen die Fortführung des Tagebaus eines Immerather Bürgers und des BUND vor dem Oberverwaltungsgericht wurden am 21. Dezember 2007 zurückgewiesen. Der BUND besaß als Tagebaugegner eine Obstwiese am Grubenrand bei Otzenrath. Gegen die Nichtzulassung der Revision legten die Kläger erfolglos Beschwerde beim Bundesverwaltungsgericht ein. Als Protest gegen die anstehende Räumung hatten sie ein Zeltlager auf der Obstwiese errichtet. Nach neuntägiger Besetzung wurde es am 10. Januar 2008 zwangsweise geräumt und die 87 Obstbäume anschließend vom Tagebaubetreiber entfernt.
Im Dezember 2008 setzten der BUND und der Immerather Bürger ihren stellvertretenden Widerstand juristisch fort und legten jeweils Verfassungsbeschwerde ein. Am 17. Dezember 2013 entschied der Erste Senat des Bundesverfassungsgerichts, dass die Zulassung des Rahmenbetriebsplans für den Tagebau Garzweiler den verfassungsrechtlichen Anforderungen genügt, die Enteignung der Obstwiese des BUND wurde dagegen als fehlerhaft kritisiert, da es im Verfahren nicht möglich war, rechtzeitig Rechtsmittel einzulegen. Am 25. April 2015 demonstrierten 6000 Teilnehmer einer 7,5 km langen Menschenkette entlang der Tagebaukante zwischen Keyenberg und Immerath gegen klimaschädliche Kohleverstromung.
Am 20. Dezember 2022 erlies der Kreis Heinsberg durch Unterschrift des Landrates Stephan Pusch eine Allgemeinverfügung, die den Aufenthalt im Bereich von Lützerath verbietet. Diese Allgemeinverfügung trat am 14. Februar 2023 außer Kraft. Zur Durchsetzung der Platzverweisungen kündigte die Allgemeinverfügung die Ergreifung von Maßnahmen der Verwaltungsvollstreckung durch Ausübung von unmittelbarem Zwang an. Gegen die Verfügung wurde Klage erhoben. Im Eilverfahren bestätigte das Verwaltungsgericht Aachen das Aufenthalts- und Betretensverbot von Lützerath. Eine Beschwerde beim Oberverwaltungsgericht hatte keinen Erfolg.

### Ende Gelände 2015
Am Morgen des 15. August 2015 drangen bei der Protestaktion Ende Gelände 2015 bei Erkelenz mehrere hundert bis 1000 Demonstranten in den Tagebau Garzweiler ein und besetzten einen Bagger. Die Polizei räumte mit 1200 Beamten unter Einsatz von Tränengas und Schlagstöcken den Tagebau und nahm rund 100 Personen fest. 36 Personen wurden verletzt. Auch wurde laut der Journalistenorganisation DJU die Arbeit der Presse behindert. RWE erstattete Anzeige, worauf 797 Strafverfahren eingeleitet wurden.

### Ende Gelände 2019

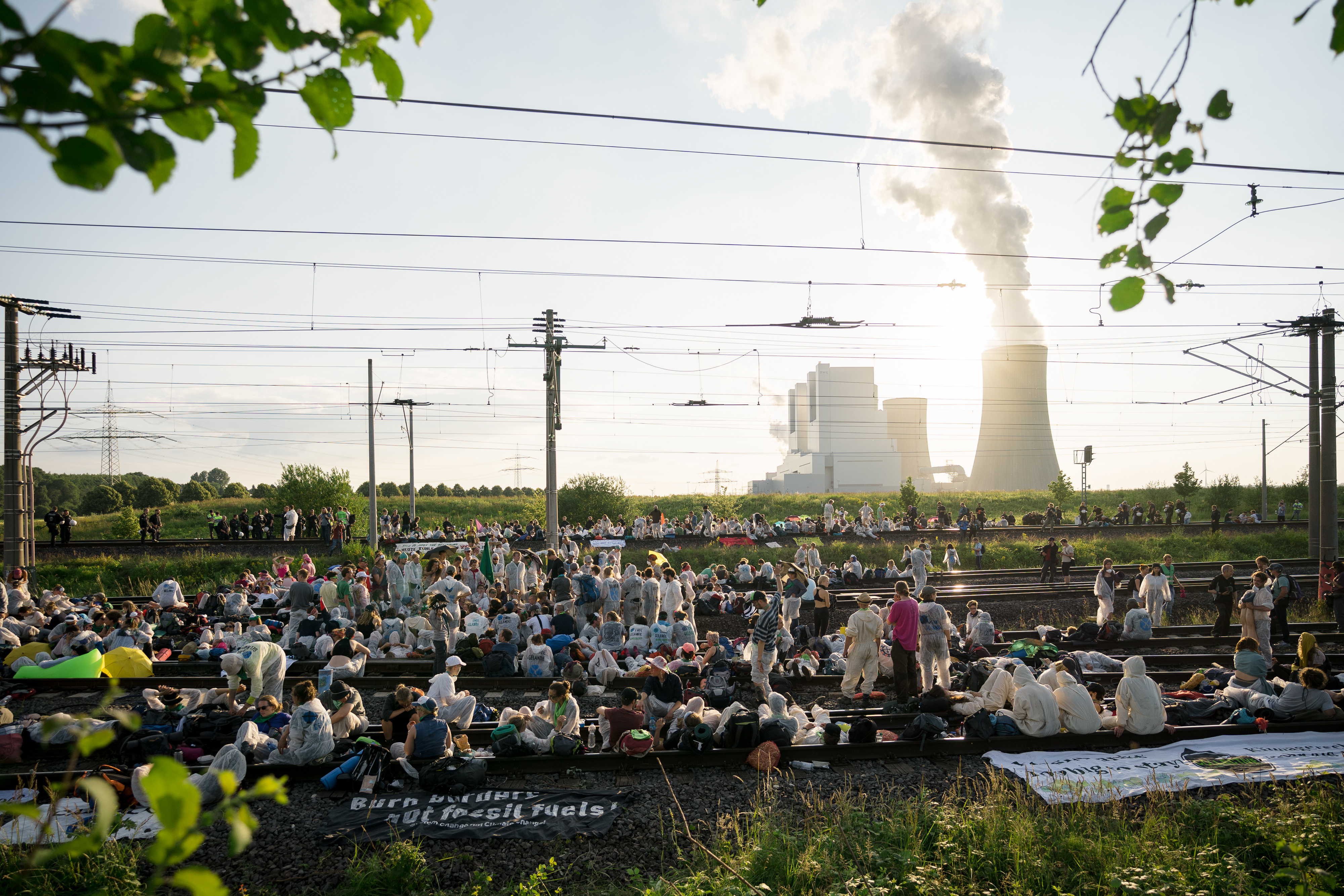
Protestaktion Ende Gelände 2019 auf der Nord-Süd Bahn vor dem Kraftwerk Neurath

Ende Juni 2019 organisierte die Initiative Ende Gelände 2019 an drei Tagen mit rund 6000 Menschen Blockaden des Tagebaus Garzweiler und der Bahnstrecken zu den Kraftwerken Neurath und Niederaußem. Trotz Warnung seitens RWE und der Polizei vor den Gefahren des unbefugten Betretens und bestehender Lebensgefahr kletterten Demonstranten an den Abbruchkanten des Tagebaus. Im Zentrum der Proteste standen der Braunkohletagebau und die Eisenbahngleise der Nord-Süd-Bahn. Auch ein Haus in der vom Tagebau Hambach bedrohten Ortschaft Bürgewald (bis 2024 Morschenich) wurde besetzt. In ihrem 48-stündigen Dauereinsatz entfernte die Polizei mehrere hundert Demonstranten aus dem RWE-Betriebsgelände und räumte die besetzten Bahngleise. Die Polizei erstellte Anzeigen wegen des Verdachts auf Hausfriedensbruch, Gefangenenbefreiung und Widerstand gegen Vollstreckungsbeamte.
Am Freitag, den 21. Juni 2019, veranstaltete die Bewegung Fridays for Future eine friedliche Demonstration in Aachen mit rund 40.000 Teilnehmern. Tags darauf folgte eine weitere Demonstration mit rund 8.000 Teilnehmern am Grubenrand in Keyenberg, so die Angaben der Organisatoren. Die Aachener Polizei äußerte sich nicht zur Zahl der Teilnehmer.
Zum Symbol des Protests wurden die Grundstücke des Landwirts Eckardt Heukamp. Im Jahr 2020 wurde auf einem seiner Grundstücke ein Protestcamp errichtet. Im Jahr 2021 kündigte er an, die Besitzeinweisung seiner Grundstücke zugunsten der RWE Power AG anzufechten. Mit Beschluss vom 7. Oktober 2021 wies das Verwaltungsgericht Aachen den Antrag auf einstweiligen Rechtsschutz zurück. Diese Entscheidung bestätigte das Oberverwaltungsgericht mit Beschluss vom 28. März 2022. Danach verkaufte Heukamp seinen Hof an RWE.

## Garzweiler als Thema in den Medien
Der Umsiedlungsprozess der Ortschaft Otzenrath in Jüchen wurde mehrfach filmisch dokumentiert. Unter der Regie von Jens Schanze entstanden die beiden den Umsiedlungsprozess begleitenden Dokumentarfilme Otzenrather Sprung (2001) und Otzenrath 3° kälter (2007). Der erste Film erhielt 2002 den Adolf-Grimme-Preis, der zweite den Phoenix-Dokumentarfilmpreis 2009. In den Jahren 2005 und 2006 entstand der Film OTZENRATH, Last Day. Er ist das Abschlussprojekt von Martijn Smits an der Niederländischen Filmakademie in Amsterdam und gewann 2006 den Zuschauerpreis auf dem Dokumentar- und Kurzfilm-Festival im spanischen Bilbao. Der Dokumentarfilm Letzte Chance für unser Klima (2016) von Christian Jentzsch fragt nach der Verantwortung der Verursacher der globalen Erwärmung für entstandene Schäden.
1999 veröffentlichte Kurt Lehmkuhl seinen Krimi Begraben in Garzweiler II. Der verlassene Ort Otzenrath bot 2004 die Kulisse für die WDR-Tatortproduktion Schürfwunden mit Klaus J. Behrendt und Dietmar Bär (Ballauf und Schenk). 2011 erschien Die Grube von Ingrid Bachér, die die wiederholenden Umsiedlungsgeschichten von Garzweiler und Borschemich am Beispiel einer fiktiven Familie erzählt.
2013 entstand der Kurzfilm Good Soil unter der Regie von Sebastian Lemke, der das Leben der beiden Brüder Helmut und Joachim Meier in ihrer kleinen Gärtnerei unmittelbar an der Abbruchkante des Tagebaus porträtiert. Der Film erhielt das Prädikat „besonders wertvoll“ der Deutschen Film und Medienbewertung, gewann den West-Art Zuschauerpreis während der 14. Internationalen Kurzfilmtage Oberhausen und den Förderpreis Schnitt auf dem Filmplus – Forum für Schnitt und Montagekunst 2013. 2014 war der Film für den Deutschen Menschenrechts-Filmpreis nominiert.
2019 inszenierte die Kölner Regisseurin Eva-Maria Baumeister das Musiktheaterstück Verschwindende Orte oder was uns jetzt noch retten kann. Das Stück basierte auf Recherchen und Field Recordings in den von der Zerstörung bedrohten Dörfern.
Der Kinderfilm Zu weit weg von 2020 thematisiert den Heimatverlust durch Tagebau auf kindgerechte Weise. Der Film wurde u. a. am Tagebau Garzweiler gedreht.

## Aussichtspunkte
Es gibt zwei Aussichtspunkte am Tagebau Garzweiler.
Der Aussichtspunkt Jackerath befindet sich in der Nähe des Autobahndreiecks Jackerath (A 61 / A 44). Der Skywalk am südlichen Ende des Tagebaus bietet einen Blick ins Abbaugebiet. In der Nähe ist der Materialumschlagplatz ('Verteilfächer') für das abgebaggerte Erdreich auf der westlichen Seite des Loches zur anderen Seite auf der Ostseite.
Die abgebaggerte Kohle wird an diesem Sammelpunkt auf Fließbändern aus dem Tagebau herausbefördert.
Der Aussichtspunkt Hochneukirch befindet sich am nördlichen Ende nahe der Autobahnanschlussstelle Mönchengladbach-Wanlo (A 61).